# Yui Natsukawa
Yui Natsukawa (夏川 結衣, Natsukawa Yui) est une animatrice de télévision et actrice japonaise. Elle est née le 1er juin 1968 à Yatsushiro, dans la préfecture de Kumamoto.

## Filmographie sélective

### Au cinéma
- 1994 : Yoru ga mata kuru (夜がまた来る?) de Takashi Ishii
- 1995 : Kura (蔵?) de Yasuo Furuhata : Seki Yamanaka
- 1999 : Shikoku (死国?) de Shun'ichi Nagasaki
- 2001 : Distance (ディスタンス, Disutansu?) de Hirokazu Kore-eda : Kiyoka
- 2001 : The Yin-Yang Master (Onmyōji) de Yōjirō Takita : Fujiwara no Sukehime
- 2002 : When the Last Sword Is Drawn (壬生義士伝, Mibu gishi den?) de Yōjirō Takita : Shizu / Mitsu
- 2003 : Zatoichi (座頭市, Zatōichi?) de Takeshi Kitano
- 2003 : Spy Sorge (スパイ・ゾルゲ, Supai Zorge?) de Masahiro Shinoda
- 2006 : Hana (花よりもなほ, Hana yori mo naho?) de Hirokazu Kore-eda : Oryo
- 2008 : Still Walking (歩いても 歩いても, Aruitemo aruitemo?) de Hirokazu Kore-eda : Yukari Yokoyama
- 2010 : Kokō no mesu (孤高のメス?) d'Izuru Narushima
- 2011 : I Wish, nos vœux secrets (奇跡, Kiseki?) de Hirokazu Kore-eda : Kyōko Ariyoshi
- 2013 : Tokyo kazoku (東京家族, Tōkyō kazoku?) de Yōji Yamada
- 2015 : Solomon's Perjury (ソロモンの偽証, Soromon no gishō?) de Izuru Narushima
- 2017 : Kazoku wa tsurai yo 2 (家族はつらいよ2?) de Yōji Yamada
- 2019 : Red Snow (赤い雪 Red Snow, Akai yuki?) de Sayaka Kai (ja)

### À la télévision
- 1993 : Taniguchi rokusan shōten (谷口六三商店?) (TBS)
- 2001 : Aru hi, arashi no yōni (ある日、嵐のように?) (NHK)
- 2006 : Kekkon dekinai otoko (結婚できない男?) (Kansai TV)

## Doublage
- 2006 : Les Contes de Terremer (ゲド戦記, Gedo Senki?) de Gorō Miyazaki : voix de la reine

## Distinctions
Sauf indication contraire, les informations mentionnées dans cette section peuvent être confirmées par la base de données cinématographiques IMDb,  présente dans la section « Liens externes ».

### Récompenses
- 1995 : prix de la révélation de l'année pour Yoru ga mata kuru au festival du film de Yokohama
- 2008 : Nikkan Sports Film Award de la meilleure actrice dans un second rôle pour son interprétation dans Still Walking

### Sélections
- 2011 : prix de la meilleure actrice dans un second rôle pour son interprétation dans Kokō no mesu aux Japan Academy Prize[2]
- 2018 : prix de la meilleure actrice dans un second rôle pour son interprétation dans Kazoku wa tsurai yo 2 aux Japan Academy Prize[3]